# Pierre Ryckmans (Congo)

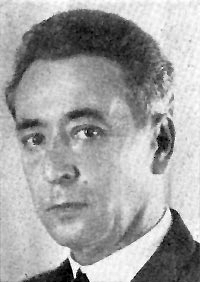
Portretfoto

Pierre graaf Ryckmans (Antwerpen, 23 november 1891 – Ukkel, 18 februari 1959) was een Belgisch koloniaal ambtenaar, resident in Ruanda-Urundi en gouverneur-generaal van Belgisch-Congo van 1934 tot 1946.

## Levensloop
Pierre Ryckmans was het zesde kind van Alphonse Ryckmans (1857-1931), senator voor de Katholieke Partij, en Clémence Van Ryn. Hij studeerde twee jaar filosofie en promoveerde tot doctor in de rechten (1913) aan de Katholieke Universiteit Leuven.
Hij werd oorlogsvrijwilliger en vocht aan de IJzer (1914-1915). Hij vertrok toen naar Afrika en nam er deel aan de gevechten in Kameroen (1915-1916) en in Oost-Afrika (1916-1918), waarbij het Belgische troepen waren die de Duitse kolonies Rwanda en Urundi veroverden, die als gevolg hiervan aan België door de Volkerenbond als mandaatgebied werden toegewezen.

## Koloniale carrière
Pierre Ryckmans bleef na de Eerste Wereldoorlog ter plekke en begon aan een koloniale carrière in het aan België toegewezen mandaatgebied. Hij kwam naar België terug in 1921 om er te trouwen met Magdalena Nève de Mévergnies (1891-1989), met wie hij acht kinderen kreeg.
Na zijn terugkeer in België in 1928 vestigde hij zich als advocaat. Vanaf 1929 gaf hij ook les aan de Koloniale Hogeschool van België in Antwerpen en aan de Université Catholique de Louvain.

## Gouverneur-generaal van Belgisch-Congo
In 1934 werd hij benoemd tot voorzitter van INEAC, het Nationaal Instituut voor de studie van de landbouw in Congo. Enigszins onverwacht werd hij nog hetzelfde jaar benoemd tot gouverneur-generaal van Belgisch-Congo en van Rwanda-Burundi.

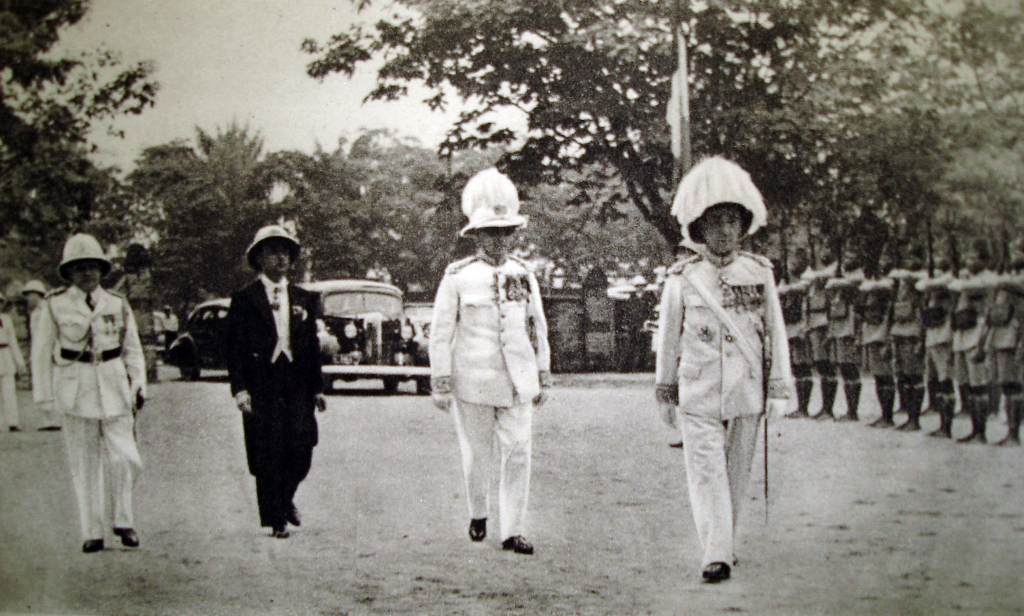
gouverneur-generaal Pierre Ryckmans bij de inhuldiging van het monument ter ere van koning Albert I in Leopoldstad, 1938

Twee belangrijke dossiers wachtten op de nieuwe gouverneur-generaal. De economische depressie van de jaren 1930 had de Congolese export-economie ongemeen zwaar getroffen en had onder meer een terugloop van het aantal Belgen in de kolonie tot gevolg. Daarnaast waren er de nog onverteerde gevolgen van de administratieve hervorming van 1932, die de macht van de provinciegouverneurs had beknot, wat onder andere in Katanga tot grote onvrede had geleid.
Bij het uitbreken van de Tweede Wereldoorlog speelde Ryckmans een beslissende rol door, na de capitulatie van koning Leopold III, onverwijld, nog voor de Belgische regering het geallieerde kamp had vervoegd, Belgisch-Congo aan de zijde van de geallieerden te scharen. De relatie tussen Ryckmans en de minister van Koloniën, Albert de Vleeschauwer, was soms wel gespannen.
Tijdens de oorlog werd een ware productieslag ontketend ten dienste van de geallieerde oorlogsindustrie. Na het verlies van de Maleisische rubberplantages aan de Japanners in 1942, groeide Belgisch-Congo uit tot een strategisch leverancier van rubber. Het uranium gebruikt in de Amerikaanse atoombommen die in augustus 1945 werden afgegooid boven Hiroshima en Nagasaki, was afkomstig uit de uraniummijn van Shinkolobwe in Katanga.
De oorlogsinspanning eiste een hoge prijs, in het bijzonder van de Congolese bevolking In december 1941 kwam het in Elisabethstad tot bloedige rellen. Ook in Luluaburg was dit in 1944 het geval. Onder de repressieve maatregelen die Ryckmans nam was het instellen van landbouwkolonies voor verwijderden (Colonies Agricoles pour Relégués Dangereux, of CARD). Dit waren werkkampen waar de bestuurlijk gedetineerden met hun gezinnen leefden en ze soms onderhevig waren aan folteringen en verdwijningen.
Door de bezetting van België was de directe band met het moederland afgesneden. Alleen met de Belgische regering in Londen en meer bepaald met minister Albert De Vleeschauwer bleven er nauwe betrekkingen. De meeste koloniale ambtenaren, met inbegrip van de gouverneur-generaal, bleven gewoon op post. Pas in 1946 werd Pierre Ryckmans afgelost door Eugène Jungers.

## Vertegenwoordiger bij de Verenigde Naties
Van 1947 tot 1957 vertegenwoordigde Pierre Ryckmans België bij de Voogdijraad van de Verenigde Naties in New York.
Hij verdedigde er, samen met Fernand Vanlangenhove, de Belgische vaste vertegenwoordiger bij de VN, de zogenaamde "thèse belge", tegen de antikoloniale lobby aangevoerd door de Verenigde Staten en de Sovjet-Unie.
Ondertussen stichtte hij in 1952 onder de vorm van een vzw de SCK•CEN of Studiecentrum voor Kernenergie in Mol die een belangrijke rol zou spelen voor de aanwezigheid van België in de ontwikkeling van de kernenergie. Ryckmans zorgde voor een rijke dotatie vanwege de Verenigde Staten en voor contracten waarbij de centrale kon genieten van Amerikaanse kennis.

## Eerbetoon
- In 1962 werd aan Ryckmans postuum erfelijke adel toegekend met de bij eerstgeboorte overdraagbare titel van graaf. Ook aan zijn op 17 juli 1960 in Congo vermoorde zoon André Ryckmans werd postuum de titel van graaf toegekend, eveneens overdraagbaar bij eerstgeboorte. De weduwe van André, Geneviève Ryckmans-Corin, werd Belgisch volksvertegenwoordiger.
- In Antwerpen is de Ryckmansstraat, een zijstraat van de vroegere Kolonielaan, nu Camille Huysmanslaan, naar hem genoemd.